# Shannon Bex

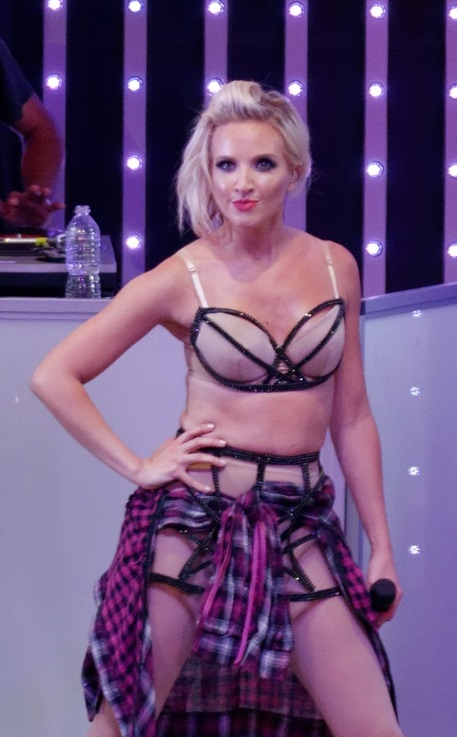
Shannon Bex (2014)

Shannon Rae Bex (n. 22 martie 1980 în Bend, Oregon) este una dintre membrele formației americane de muzică pop și R&B, Danity Kane.
Grupul a fost format de către P. Diddy în cel de-al doilea sezon al show-ului de televiziune, Making The Band 3.

## Biografie
Shannon s-a născută în Bend, Oregon. A început să danseze de la vârsta de 3 ani. A studiat la  Mountain View High School. În timpul școlii, Shannon a fost implicată în actorie, echipa de dans a școlii și în corul școlii.
De la vârsta de 19 ani, Shannon a dansat și cântat pentru echipa de baschet din Bend, Oregon, Portland Trail Blazers, timp de cinci sezoane.
Shannon Bex este singura membră căsătorită a grupului Danity Kane.

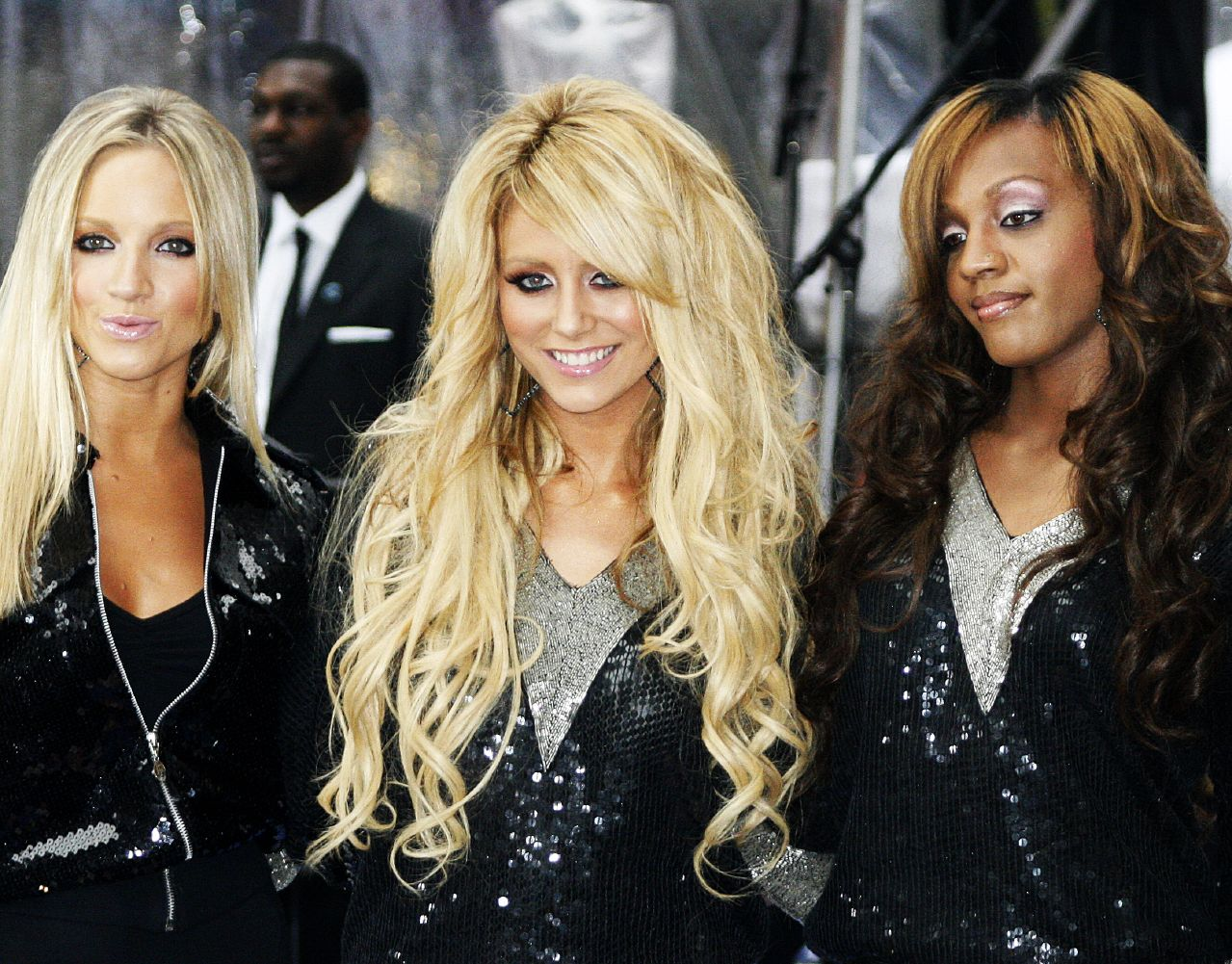
Shannon Bex (stânga) împreună cu două dintre colegele sale,Aubrey O'Day și Dawn Richard

Fiind cea mai în vârsta din întreaga formație, colegele sale îi spun adesea "mama grupului". Bex a început să ia cursuri de dans de la vârsta de 6 ani.

## Carieră
Bex a apărut în seria din 2003 a show-ului de televiziune, Fame și a ajuns pe locul 2 al acestuia. În timpul finalei, cunoscutul manager Johnny Wright i-a spus că se va ocupa de ea.
În decembrie 2005, Shannon s-a alăturat grupului de aspirante la un loc în formația realizată de Diddy în show-ul Making The Band 3 și a reușit să devină una dintre membrele grupului.
Shannon Bex este o soprană.

## Discografie

### Albume
Danity Kane
- Lansat: august 22,2006
- Poziții în topuri: #1 U.S., #2 R&B, #5 UWC
- Vânzări în S.U.A.: 1,200,000+
- Certificații RIAA: Platină

Welcome to the Dollhouse
- Lansat: martie 18,2008
- Poziții în topuri: #1 U.S., #1 R&B, #2 UWC
- Vânzări în S.U.A.: 800,000+
- Certificații RIAA: Aur

### Single-uri
- Show Stopper
- Ride For You
- Damaged
- Bad Girl